# حادثة إطلاق النار في غراند بسام 2016
في يوم الأحد 13 مارس 2016 قتل 16 شخصا بنيران مهاجمين مدججين بالسلاح على شاطئ في منتجع غراند بسام في ساحل العاج، على بعد اربعين كلم شرق ابيدجان، في أول هجوم من نوعه تشهده البلاد.